# Protector (esercito romano)

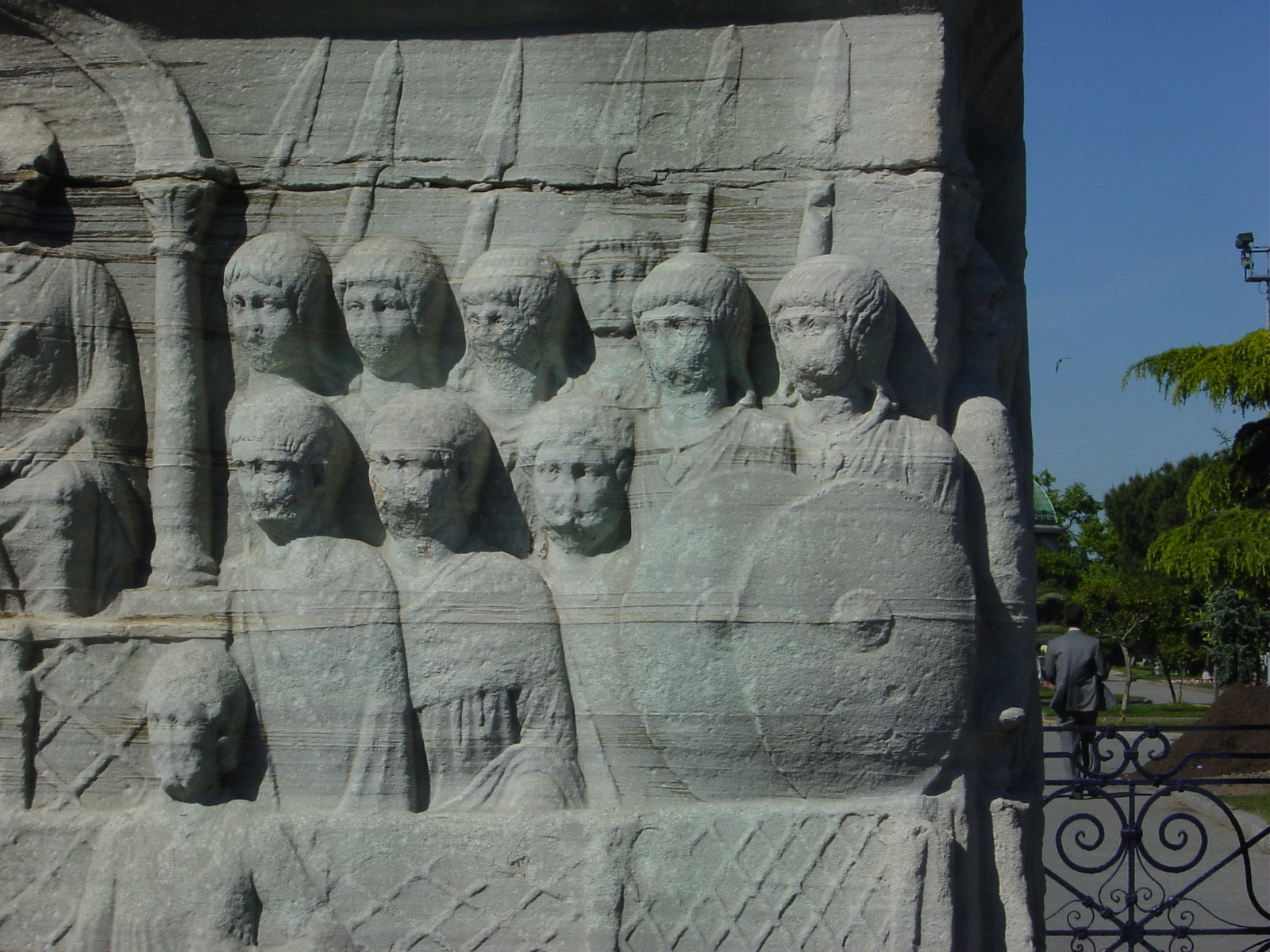
Obelisco di Teodosio: al fianco dell'Imperatore sono presenti alti ufficiali che indossano torque con un emblema che potrebbe richiamare quello riportato nella Notitia dignitatum per le unità di protectores domestici

Il protector (al plurale protectores) fu un titolo e un grado del tardo esercito romano.

## Storia

### Crisi del III secolo
Fu creata dagli imperatori Valeriano e Gallieno attorno al 253 e conferita agli ufficiali (ad esclusione di quelli di rango senatoriale) dal grado di centurione in su che fossero inseriti nell'esercito mobile a disposizione diretta dell'imperatore; si trattava generalmente del primo gradino di una carriera verso gradi maggiori. Il nome potrebbe suggerire che, almeno nelle intenzioni, dovessero formare una sorta di guardia del corpo imperiale, ma i protectores provenivano da unità militari differenti e seguivano carriere differenti, dunque più che l'appartenenza ad un determinato corpo, questo titolo sembrava identificare un rapporto privilegiato con lo stato maggiore dell'imperatore; a conferma dell'appartenenza dei protectores al collegio dei collaboratori militari di Gallieno è l'esistenza di almeno un princeps Protectorum. Tra i protectores più famosi di questa epoca vi sono Lucio Petronio Tauro Volusiano e Traiano Muciano.
Inizialmente, durante il regno congiunto di Valeriano e Gallieno, il titolo fu riservato ai componenti della guardia pretoriana; successivamente, sotto il solo Gallieno, ai prefetti delle legioni e ai tribuni, poi anche ai centurioni; la sua diffusione fu poi tale che, nel IV secolo, protector era sinonimo di centurione. Alcuni ufficiali di Gallieno ricevettero il titolo di protector divini lateris, che dovevano proteggere l'imperatore. Essi si dividevano in due corpi, il primo e più importante era quello dei protectores domestici, la guardia a cavallo dell'imperatore, di grado più elevato e poi i semplici protectores.
Successivamente i protectores iniziarono ad essere distaccati presso le province o le amministrazioni civili e militari periferiche, ricoprendo gli incarichi più disparati. Tra questi, quelli di ispezione sui carichi commerciali destinati all'esportazione o quelli fermi alle stazioni di posta; la ricerca dei figli dei veterani che avessero cambiato residenza per sfuggire al servizio militare obbligatorio; la supervisione dei lavori pubblici di costruzione in circostanze particolari; l'erezione di statue degli imperatori e luoghi di culto. Fu protector in questa epoca, sotto gli imperatori Aureliano e Probo, il futuro imperatore Costanzo Cloro. Fu domesticos regens, ovvero comandante dei protectores domestici dell'imperatore Marco Aurelio Caro, il futuro imperatore Diocleziano.

### Da Costantino I
A partire dalla metà del IV secolo, al titolo di schietta estrazione militare protector, si affiancò quello di domesticus, definendo così un unico peculiare istituto, quello dei protectores domestici (anche protectores dominici, protectores dei domini, gli imperatori), sotto il comando del comes domesticorum, organizzato in quattro scholae, due di cavalleria e due di fanteria, divise in seniores e iuniores, ovvero pertinenti alla Pars Occidentis ed alla Pars Orientis dell'Impero. Secondo alcuni Autori moderni rappresentava il corsus honorum per il giovane privo di precedente esperienza militare, ma figlio di un alto funzionario militare o civile, che serviva all'interno di una schola, quale corsia preferenziale per la selezione di funzionari imperiali provenienti da famiglie di spicco. Tra i protectores domestici più celebri vi fu lo storico Ammiano Marcellino: poco più che ventenne, entrò a far parte di questo corpo e fu distaccato, insieme ad altri nove colleghi, presso lo stato maggiore del generale Ursicino, ma, a differenza di alcuni colleghi, non ricevette mai un comando militare proprio. Lo stesso Ammiano Marcellino riferisce che, con gli altri colleghi tribuni et protectoribus domesticis, la sua missione nello scenario delle operazioni consisteva nel curare tutto ciò costituiva l'interesse dello Stato.  Un altro protector domesticus famoso fu Graziano il Vecchio, padre dell'imperatore Valentiniano I.

### Impero bizantino
Nella prima metà del VI secolo, presso l'amministrazione bizantina, è presente la carica di domestikos (δομέστικος), ovvero domesticus, menzionata da Procopio di Cesarea a proposito di Aspar e Salomone, la quale viene definita esplicitamente di tradizione latina e consisterebbe nel ruolo di amministratore degli interessi personali di un superiore. Lo stesso Procopio riferisce di altre figure aventi il duplice titolo di domestikoi te kai protiktores (δομεστικοί τε καὶ προτικτόρες), ovvero protectores et domestici, facenti parte delle milizie di palazzo. Tra le prerogative di queste figure, l'Autore segnala l'esenzione dal servizio militare ed uno status superiore a quello degli scholares. Infine Procopio non manca di stigmatizzare per queste unità la totale perdita di efficienza ed il mero ruolo di rappresentanza quale funzione residuale, a fronte di un'originaria operatività nelle aree periferiche dell'Impero.